# لیگ برتر بسکتبال زنان ایران ۱۴۰۰
لیگ برتر بسکتبال زنان ایران ۱۴۰۰ بیستمین دورهٔ لیگ برتر بسکتبال زنان ایران بود. این مسابقات با حضور ۱۱ تیم در قالب دو گروه به صورت رفت و برگشت برگزار شد که از هر گروه ۴ تیم به مرحله پلی‌آف رسیدند. در پایان تیم های شیمیدر، گروه بهمن تهران و اکسون به ترتیب اول تا سوم شدند.

## مرحله گروهی

### گروه اول
| رتبه | تیم             | امتیاز |
| ---- | --------------- | ------ |
| ۱    | شیمیدر          | ۲۰     |
| ۲    | گروه بهمن تهران | ۱۸     |
| ۳    | شهرداری گرگان   | ۱۶     |
| ۴    | امرتات          | ۱۳     |
| ۵    | ای زی بسکتبال   | ۱۳     |
| ۶    | سپهرداد         | ۱۰     |

### گروه دوم
| رتبه | تیم               | امتیاز |
| ---- | ----------------- | ------ |
| ۱    | اکسون             | ۱۶     |
| ۲    | پالایش نفت آبادان | ۱۴     |
| ۳    | سپاهان            | ۱۲     |
| ۴    | پاز تهران         | ۱۰     |
| ۵    | گاز تهران         | ۸      |

## مرحله پلی آف
| تیم گروه یک     | نتیجه | تیم گروه یک       | بازی اول | بازی دوم | بازی سوم |
| --------------- | ----- | ----------------- | -------- | -------- | -------- |
| شیمیدر          | ۰-۲   | پاز تهران         |          |          |          |
| گروه بهمن تهران | ۰-۲   | سپاهان            |          |          |          |
| شهرداری گرگان   | ۲-۰   | پالایش نفت آبادان |          |          |          |
| امرتات          | ۲-۰   | اکسون             |          |          |          |

## مرحله نیمه‌نهایی
| تیم گروه یک     | نتیجه | تیم گروه یک       | بازی اول | بازی دوم | بازی سوم |
| --------------- | ----- | ----------------- | -------- | -------- | -------- |
| شیمیدر          | ۰-۳   | پالایش نفت آبادان |          |          |          |
| گروه بهمن تهران | ۰-۳   | اکسون             |          |          |          |

## مسابقه رده‌بندی
| تیم گروه یک | نتیجه | تیم گروه یک       | بازی اول | بازی دوم | بازی سوم |
| ----------- | ----- | ----------------- | -------- | -------- | -------- |
| اکسون       | ۱-۲   | پالایش نفت آبادان |          |          |          |

## مسابقه فینال
| تیم گروه یک | نتیجه | تیم گروه یک     | بازی اول | بازی دوم | بازی سوم |
| ----------- | ----- | --------------- | -------- | -------- | -------- |
| شیمیدر      | ۱-۳   | گروه بهمن تهران |          |          |          |

## رده‌بندی پایانی
| رتبه | تیم               |
| ---- | ----------------- |
| ۱    | شیمیدر            |
| ۲    | گروه بهمن تهران   |
| ۳    | اکسون             |
| ۴    | پالایش نفت آبادان |

## ترکیب تیم قهرمان
اسامی بازیکنان و کادر فنی تیم های برتر عبارت است از: 
تیم قهرمان شیمیدر: تینا عیساییان، معصومه اسماعیل زاده، آیدا گل محمدی، کیمیا یزدیان طهرانی، ساناز اسکندری، آناهیس خداوردیان، فائزه شهریاری، شادی عبدالوند، مهسا تقی زاده، وانه خیچومیان، مهلا طاهری، نیناره زاکانی، شکیلان نان. شایسته متشرعی (سرمربی) هاله کمالی (مربی) اودت آقاجانیان (سرپرست) 
تیم نایب قهرمان گروه بهمن تهران: دلارام وکیلی، فاطمه شهریاری، شکیبا کائید، یاسمن محمدی، شقایق درریخته، زهرا قیس، زهرا عدالت کار مقدم، ریحانه صالحی، آنا بهشتیان، گلشید امیدیان، راینا متین، ریحانه حشمتی، عسل نسترن طهرانی، فائزه باستانی، روژانو محمودی، شوماری هریس، الکساندرا بگینیسیچ. فریناز طائرپور (سرمربی) شادی دارستانی (مربی) مهسا شهری (مربی) راما طالشی (سرپرست) 
تیم سوم اکسون: عسل پورحیدری، نگین رسولی پور، فرزانه فروتن فر، نسرین فلاح، شیدا شجاعی، سارا اعتماد، سحر نجفی، سارا حسنینی، عسل محسنی، زینب غفاری، غزل محسنی. آزاده زمان پور (سرمربی) 